# کوینو سیرا
کوینو سیرا (انگلیسی: Quino Sierra؛ زادهٔ ۶ سپتامبر ۱۹۴۵) بازیکن فوتبال اهل اسپانیا است.
از باشگاه‌هایی که در آن بازی کرده‌است می‌توان به باشگاه فوتبال رئال بتیس اشاره کرد.
وی همچنین در تیم ملی فوتبال اسپانیا بازی کرده‌است.